# Christian Bassogog
Christian Mougang Bassogog (født 18. oktober 1995) er en camerounsk fodboldspiller, der spiller for Henan Jianye F.C og for Camerouns landshold.

## Karriere

### Rainbow FC
Han startede sin karriere i Rainbow FC i den næstbedste række.

### Wilmington Hammerheads
Den 29. april 2015 skiftede Christian Bassogog til Wilmington Hammerheads, der spiller i United Soccer League. Bassogog spillede 16 kampe for klubben med to assister til følge før han skiftede til AaB.

### AaB
Den 28. august 2015 blev det offentliggjort, at Christian Bassogog havde skrevet under på en fireårig kontrakt med AaB. Christian Bassogog fik sin debut for AaB den 29. september 2015 i DBU Pokalens 3. runde, da han blev skiftet ind i det 62. minut i stedet for Nicolaj Thomsen i 0-4-sejren over Lystrup IF.
Den 29. februar 2016 havde Christian Bassogog sin debut i Superligagen, da han blev skiftet ind i det 77. minut, i stedet for Lukas Spalvis, i en 1-1-kamp mod FC Midtjylland.

### Henan Jianye F.C.
Den 15. februar 2017 blev det offentliggjort af AaB, at klubben lå i forhandlinger med en unavngiven udenlandsk klub om et salg af Bassogog, og fire dage var han solgt til den kinesiske Henan Jianye F.C.. Prisen var ifølge bold.dks oplysninger 45 millioner kroner. Han skrev under på en treårig aftale.

## International karriere
Bassogog havde en fremtrædende rolle i det camerounske landsholds succes under Africa Cup of Nations 2017, som Cameroun vandt, og hvor han blev kåret som turneringens spiller.